# Francisco Fernández de la Cueva y Mendoza

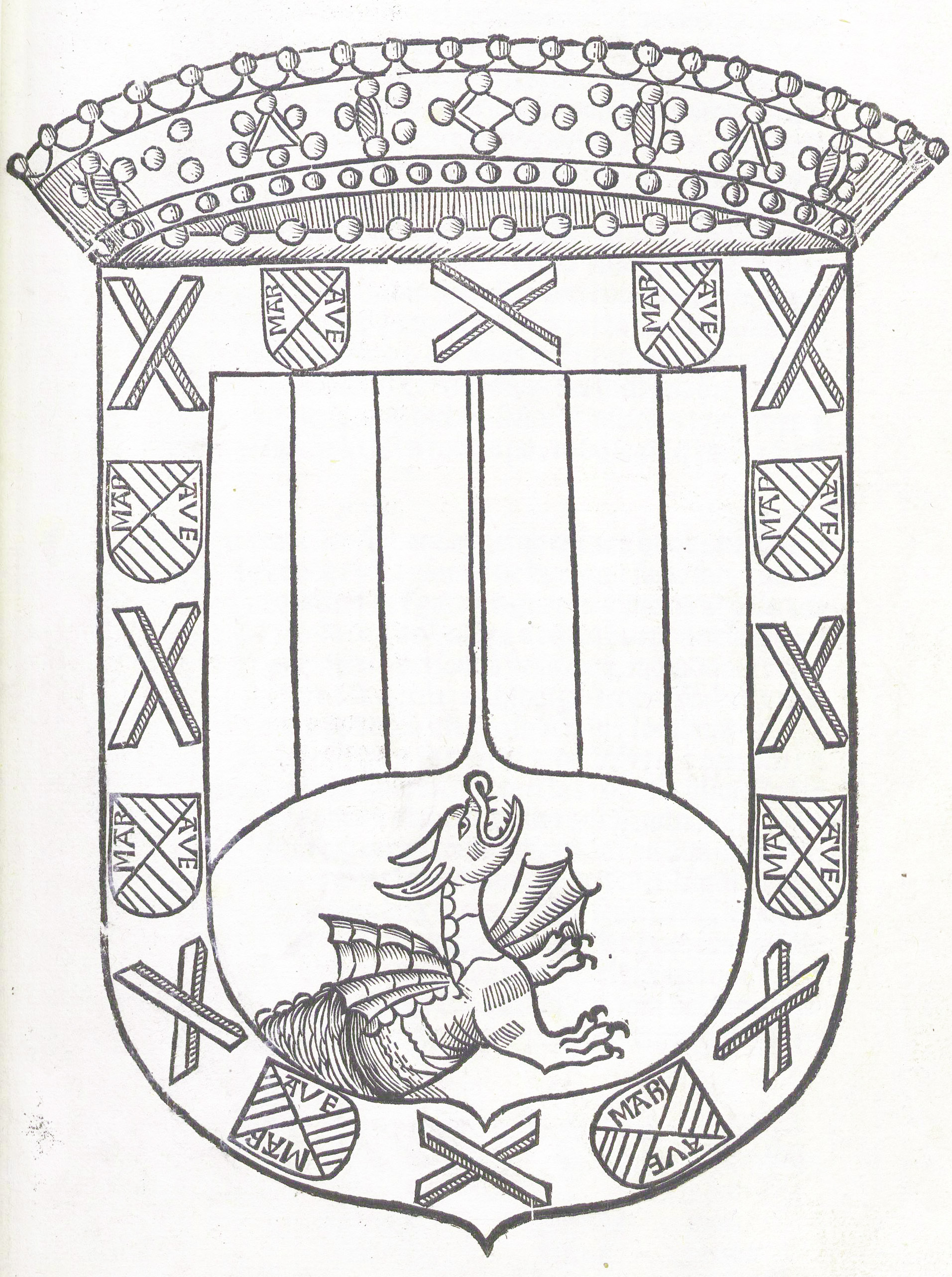
Escudo del II duque de Alburquerque (Ordenanzas 1499 Santibáñez de Valcorba)

Francisco Fernández de la Cueva y Mendoza (Cuéllar, 25 de agosto de 1467-Cuéllar 4 de junio de 1526), aristócrata y militar español.

## Biografía
Nació en el Castillo de Cuéllar el lunes 25 de agosto, día de San Luis, Rey de Francia, entre las 11 y las 12 de la noche siendo el hijo primogénito de Beltrán de la Cueva, valido de Enrique IV de Castilla y I duque de Alburquerque, y de su primera mujer, Mencía de Mendoza y Luna, hija de Diego Hurtado de Mendoza, I duque del Infantado y II marqués de Santillana.
En él fundaron sus padres el mayorazgo de Alburquerque, siendo primeramente conde de Ledesma, y a la muerte de su padre acaecida el 1 de noviembre de 1492, fue II duque de Alburquerque, conde de Huelma y señor de Cuéllar, Ledesma, Alburquerque y Mombeltrán, entre otros lugares. Los Reyes Católicos le confirmaron los privilegios concedidos a su padre y además, le otorgaron en 1499 el derecho a beneficiarse de todos los bienes que dejaron los judíos en las villas y lugares de su señorío tras su expulsión del reino, y la tercera parte de los que se confiscasen a judíos y musulmanes por crimen de herejía, añadiendo que y esto muy secreto, porque no parezca que se abre puerta para otros.

## Matrimonio y descendencia
Casó en 1476 con Francisca Álvarez de Toledo, hija del I duque de Alba de Tormes, siendo padres de: 
- Beltrán II de la Cueva y Toledo, III duque de Alburquerque.[4]
- Fadrique de la Cueva y Toledo, llamado así en recuerdo de su bisabuelo materno, Fadrique Enríquez.
- Luis de la Cueva y Toledo, capitán de Carlos V y caballero de la Orden de Santiago; se halló en la Batalla de Villalar contra los comuneros. Casó con Juana Colón de Toledo, hija de Diego Colón, I duque de Veragua, I marqués de Jamaica e hijo de Cristóbal Colón, y de María de Toledo y Rojas.[5]
- Bartolomé de la Cueva y Toledo, cardenal y virrey de Nápoles.
- Pedro de la Cueva y Toledo.
- Diego de la Cueva y Toledo.
- Mencía de la Cueva y Toledo, la segunda esposa de Pedro Fajardo, I marqués de los Vélez.[6]
- Teresa de la Cueva y Toledo, casada con Fernando de Cabrera y Bobadilla, I conde de Chinchón.
- María de la Cueva y Toledo, casada con Juan Téllez Girón, IV conde de Ureña.
- Ana de la Cueva, hija natural, cuya madre se desconoce. Casó con su tío Íñigo de la Cueva, y fundaron el monasterio de Santa Clara en Cuéllar.